# Cheadle Airport
Cheadle Airport är ett privat flygfält i Wheatland County, 35 kilometer öster om Calgary i Alberta i Kanada.   Den ligger 1 004 meter över havet. och har en 1 200 meter lång start- och landningsbana.
Terrängen runt Cheadle Airport är platt. Närmaste större samhälle är Chestermere, 14,0 km väster om Cheadle Airport.
Trakten runt Cheadle Airport består till största delen av jordbruksmark. Trakten runt Cheadle Airport är nära nog obefolkad, med mindre än två invånare per kvadratkilometer.

## de Havilland Field
Det kanadensiska företaget de Havilland Aircraft of Canada Limited, en arvtagare till det tidigare de Havilland Aircraft of Canada (1928), uppför (2025) en slutmonteringsfabrik för flygplan, bland andra Dash 8-400, strax söder om flygfältet med planerat färdigställande under 2025.